# Dirck Dircksz Santvoort

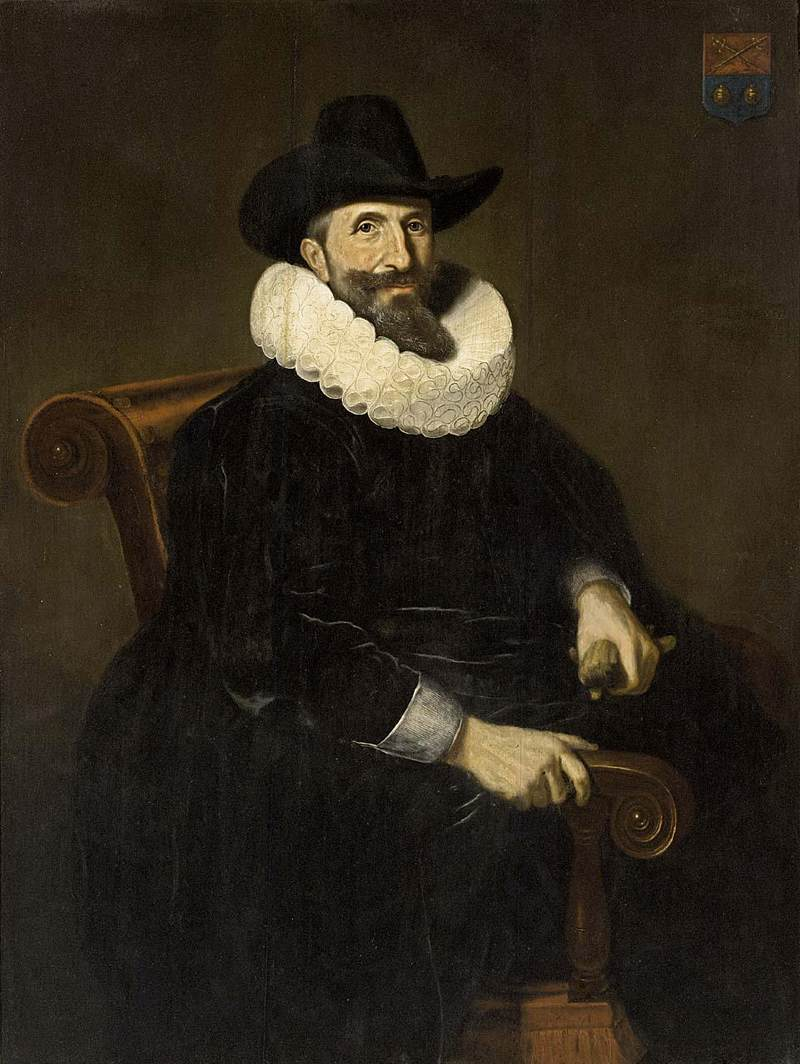
Porträt von Elias van Cuelen

Dirck Dircksz. van Santvoort (* 1610 in Amsterdam; begraben am 9. März 1680 ebenda) war ein niederländischer Maler.

## Leben
Santvoort war ein Sohn des Malers Dirck Pietersz (genannt Bontepaert) und Truytgen Pietersdr.; mütterlicherseits war er ein Urenkel von Pieter Aertsen. Sein älterer Bruder war der Landschaftsmaler Pieter Dircksz Santvoort (1603–1635). Dirck erhielt wahrscheinlich die erste Ausbildung durch seinen Vater, von dem keine Arbeiten überliefert sind. Für die These, dass er auch bei Rembrandt studiert hätte, gibt es keine Belege, obwohl er unbestreitbar durch die älteren Künstler beeinflusst wurde und Rembrandt nachahmte oder manchmal kopierte.
Seit 1636 war Santvoort Meister und zeigte sich als eigenständiger Porträtmaler in seinem typisch nüchternen Stil. Zu dieser Zeit wurde er auch der wichtigste Amsterdamer Maler von Kinderporträts. Im Jahr 1658 wurde er Obmann der Amsterdamer Malergilde.

## Familie
Am 4. Juli 1641 heiratete er die Tochter des Malers Willem Jansz Uyl, als Trauzeuge wird sein Onkel der Maler E. Creinsz van der Maes genannt.
- Den 1648 geborenen Sohn ließ er in der Oude Kerk auf den Namen Rembrandt taufen, dieser verstarb jedoch bald.
- Diesen Namen erhielt daher der zweite Sohn, der 4 Jahre später geboren wurde.

Nach dem Tod seiner ersten Frau 1653 fertigte er nur noch wenige Bildnisse. Obwohl er fast siebzig Jahre alt wurde, scheint er nur wenige Jahre aktiv gemalt zu haben. Am 8. November 1657 schloss er eine zweite Ehe. Er wurde am 9. März 1680 in Amsterdam begraben.

## Werke (Auswahl)
- 1632: Eine Schäferin
- 1633: Christus in Emaus (Louvre)
- 1637: Freiherr Nikolaus von Heeremann-Zuydtwyck (Halbfigur, sitzend im Pelzmantel gekleidet)
- 1638: Hendrik Meurs Kalligraf aus Amsterdam
- 1638: Zwei Vorsteherinnen und zwei Dienerinnen des Spinhuis in Amsterdam
- 1643: Elias van Cuelen
- 1643: Bürgermeister Dirk Bas Jacobsz (1569–1637) und seine Familie (Porträtgruppe)
- 1644: Otto van Vollenhoven met sin vrouw Appolonia Boogaert en hun dochter Maria bij het strand von Zandvoort … (Familienporträt)[3]
- 1645: Margaretha de Vlaming van Oudtshoven (1598–1670)[2][4]